# Бетаги
Бетаги (бенг. বেতাগী, англ. Betagi) — город на юге Бангладеш, административный центр одноимённого подокруга. Площадь города равна 7,71 км². По данным переписи 2001 года, в городе проживало 8220 человек, из которых мужчины составляли 51,62 %, женщины — соответственно 48,38 %. Уровень грамотности населения составлял 59,2 % (при среднем по Бангладеш показателе 43,1 %).